# آغاز تاریخ
آغاز تاریخ (انگلیسی: Protohistory) دوره‌ای بین پیشاتاریخ و تاریخ است که در آن یک فرهنگ و تمدن هنوز نوشتن را اختراع نکرده اما دیگر فرهنگ‌ها از آن در گزارش‌های خود یاد کرده‌اند. در طی این، جوامعِ دارای نوشتار در نزدیکی یک جامعهٔ نانویسا (بی سواد) قرار می‌گیرند و راجع به وقایع و تاریخ آن جامعه اطلاعاتی بر جا می‌گذارند. به عنوان مثال، در اروپا، سلت‌ها و گروه‌های ژرمن شامل این دوره می‌شوند چرا که در منابع یونانی و رومی پدیدار شده اند.
آغاز تاریخ همچنین ممکن است به دوره انتقال بین ظهور سوادآموزی در یک جامعه و اولین نوشته‌های مورخان اشاره کند. حفظ سنت‌های شفاهی ممکن است مسائل را پیچیده کند، زیرا می‌توانند یک منبع تاریخی ثانویه برای وقایع اولیه فراهم کنند. مکان‌های استعماری شامل یک گروه باسواد و یک گروه غیر سواد نیز به عنوان موقعیت های آغاز تاریخ مورد مطالعه قرار می گیرند.
این اصطلاح همچنین می تواند به دوره ای اشاره کند که در آن اسناد تاریخی خرد یا خارجی لزوماً توسط یک سیستم نوشتاری توسعه یافته نشده اند. به عنوان مثال، گروه‌های سه امپراتوری نخست کره، یایویی و می‌سی‌سی‌پی توسط اولین کاوشگران اروپایی ثبت شده اند.

## تمدن‌ها و مردمان
مشهورترین تمدن‌های آغار تاریخ و گروه‌های قومی کسانی هستند که این اصطلاح را ابداع کرده اند: بربرها که توسط نویسندگان اروپایی و آسیایی ذکر شده است. بسیاری از مردمان آغاز تاریخ نیز در ماقبل تاریخ و تاریخ نقش پر رنگی دارند:
- آلان‌ها
- بالت‌ها
- بلغارها
- سلت‌ها
- داس‌ها
- ایری‌ها
- گال‌ها
- ژرمن‌ها
- هون‌ها
- کوفون
- مجارها
- Mosopelea(مُسُپه له آ)
- Timucua(تیموکوا)
- نومیدی‌ها
- پارت‌ها
- سارمات‌ها
- سکاها
- اسلاوها
- سوسکوهانوک
- تراکیان‌ها
- سه امپراتوری نخست کره
- یاماتای (ژاپن)
- تمدن یارلونگ (تبت)